# Micro Machines
Micro Machines è  una linea di modellini di automobili, originariamente prodotta dalla Galoob (in seguito assorbita dalla Hasbro) da metà degli anni 1980 fino al 2006. La Galoob rilevò la licenza delle Micro Machines da Clem Heeden, un inventore di giocattoli del Wisconsin.

## Descrizione
(Slogan pubblicitario del 1991)
Particolarità delle Micro Machines erano le loro dimensioni, notevolmente più ridotte rispetto a quelle dei tradizionali modellini, e spesso con le ruote poco proporzionate rispetto al resto della vettura. Furono prodotte col tempo anche modellini di camion, motociclette, treni, aeroplani, elicotteri e barche, oltre che riproduzioni di veicoli fantascientifici, come le astronavi di Star Wars, Star Trek o Power Rangers. 

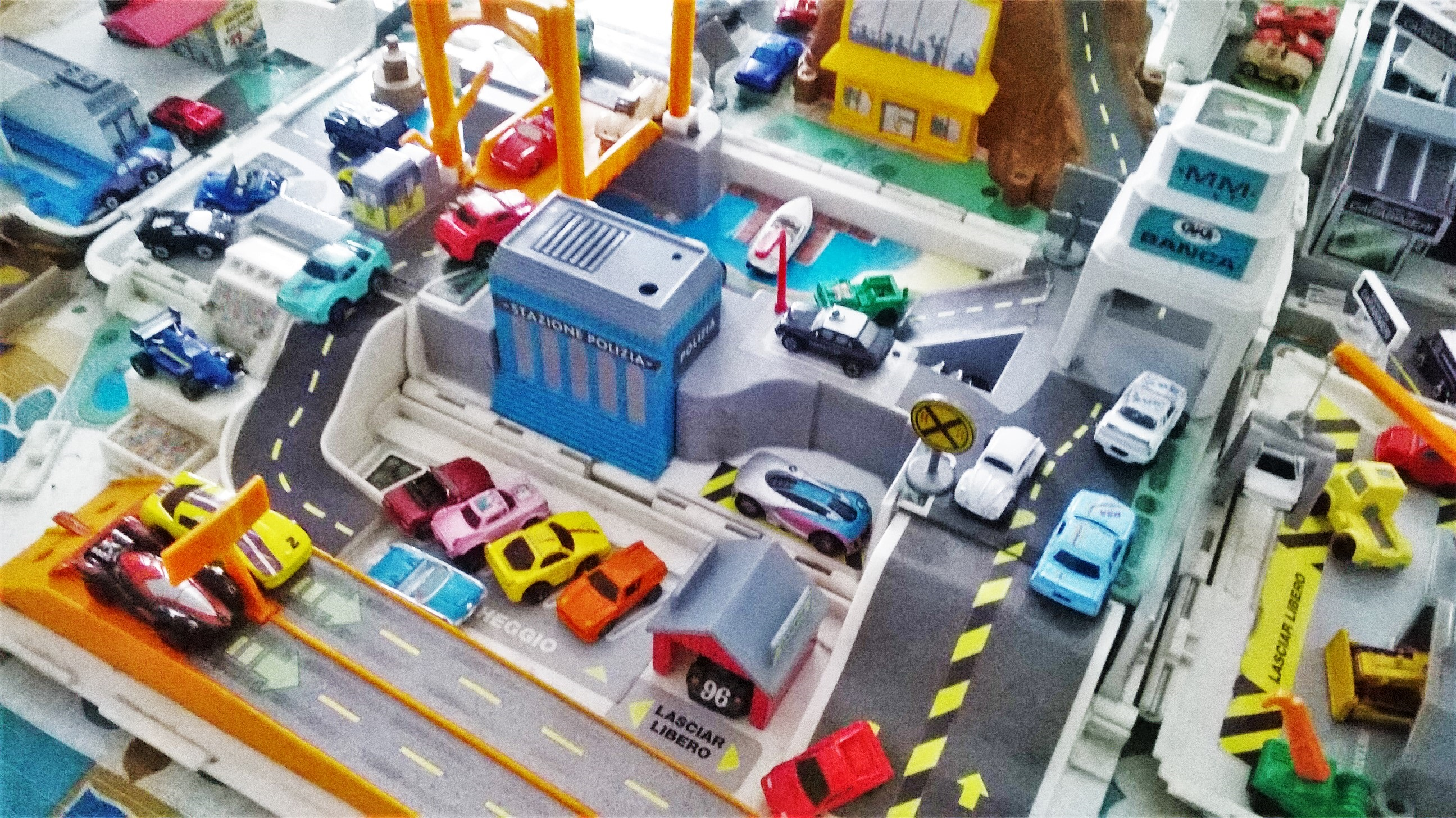
Uno dei playset più noti, il Camper delle Micro Machines, con diversi modellini

 Furono messi in commercio anche vari playset e varianti delle Micro Machines, come le Insiders (un modellino dentro l'altro, come una sorta di matrioska). In seguito il marchio Micro Machines fu utilizzato anche per una serie di videogiochi.
In Italia le Micro Machines erano distribuite dapprima dalla GiG, poi dalla Hasbro e infine dal 2005 dalla romana Rocco Giocattoli.
Una serie speciale di Micro Machines è stata realizzata in occasione dell'uscita di Star Wars - Il risveglio della Forza.
Nel 2020, alla Fiera del giocattolo di New York, la Hasbro ha annunciato il ritorno della linea di modellini negli USA.

## Nella cultura di massa
I primi spot televisivi di Micro Machines erano famosi per la presenza dell'attore John Moschitta Jr., che all'epoca era elencato nel Guinness dei primati come il parlatore più veloce del mondo. Come risultato del suo lavoro negli spot, Moschitta divenne noto come "l'uomo delle Micro Machines".
Le Micro Machines sono comparse nel film Mamma, ho perso l'aereo del 1990.